# Смородино (Яковлевский район)
Смородино — село в Яковлевском районе Белгородской области России, центр Смородинского сельского поселения.

## География
Село расположено в срединной части Белгородской области, расположено в 15,5 км по прямой к северу от северных окраин города Белгорода, своей западной окраиной примыкает к черте застройки районного центра, города Строителя.

## История
В 1890 году числится в составе Томаровской волости Белгородского уезда как хутор Смородинский.
С июля 1928 года хутор Смородино в Непхаевском сельсовете Белгородского района.
С января 1935 года Смородино в составе только что образованного Сажновского района.
Во время Великой Отечественной войны, в дни Курской битвы Смородино оказалось в зоне ожесточенных боев. Всех жителей эвакуировали, в хуторе разместился военный госпиталь, куда «целыми машинами свозили раненых».
С января 1958 года хутор Смородино в Непхаевском сельсовете Гостищевского района.
В декабре 1962 года Гостищевский район был упразднён, в январе 1965 года образовали новый Яковлевский район, и село Смородино стало в нем центром Смородинского сельсовета: сёла Непхаево и собственно Смородино и три хутора: Глушинский, Каменский и Сошенков.
В 1997 году село Смородино — центр Смородинского сельского округа (те же 2 села и 3 хутора).
В 2006 году село Смородино входило в состав городского поселения пгт Яковлево Яковлевского района Белгородской области.

## Население
В 1890 году на хуторе Смородинском учтено 142 жителя (76 мужчин, 66 женщин).
На 1 января 1932 года на хуторе Смородине — 530 жителей.
По данным переписей населения в селе Смородине на 17 января 1979 года 301 житель, на 12 января 1989 года — 332 (135 мужчин, 197 женщин) на 1 января 1994 года — 139 хозяйств и 370 жителей.
В 1997 году в Смородине — 155 дворов и 408 жителей. В 1999 году — 442 жителя, в 2001 году — 501.
| 2002 | 2010 |
| ---- | ---- |
| 509  | ↗517 |

## Инфраструктура
По состоянию на 1995 год в Смородине — отделение фирмы «Белмолоко», 8 фермерских хозяйств, ТОО «Поиск», медпункт, Дом культуры, школа.